# 錫基霍爾省
锡基霍尔省（英語：Siquijor）是菲律宾中米沙鄢的一个岛屿省份，首府为与省份同名的锡基霍尔市，西北面与内格罗斯岛和宿雾岛隔海相望，东北面为保和岛，南面隔着保和海与棉兰老岛相望。锡基霍尔省是菲律宾面积第三小的省份，主要语言为宿务语、塔加拉语和英语。经济依靠旅游业。